# Beto Brant
Beto Brant (Jundiaí, 1964) és un director de cinema brasiler. El 1987 es graduà en cinema per la Fundação Armando Álvares Penteado i va començar dirigint videoclips, fins que el seu curtmetratge Jó fou premiat al Festival Internacional del Nou Cinema Llatinoamericà de l'Havana del 1993. El 1997 va dirigir el seu primer llargmetratge, Os Matadores que li va proporcionar el Kikito d'Or al millor director al Festival de Gramado. I el seu tercer llargmetratge, O Invasor (2002), ha estat inclòs a la Llista de les 100 millors pel·lícules brasileres segons ABRACCINE.

## Filmografia
- 2016 - Pitanga (documental, codirigit per Camila Pitanga)
- 2011 - Eu Receberia as Piores Notícias dos Seus Lindos Lábios
- 2012 - Segment "Kreuko" a Mundo Invisível
- 2009 - O Amor Segundo B. Schianberg
- 2007 - Cão sem Dono
- 2005 - Crime Delicado[4]
- 2001 - O Invasor[5]
- 1998 - Ação entre Amigos[6]
- 1997 - Os Matadores[7]
- 1993 - Jó (curtmetratge)
- 1989 - Dov'e Meneghetti? (curtmetratge)
- 1987 - Aurora (curtmetratge)

## Premis
- Premi al millor director: Festival do Rio, Crime Delicado (2005)
- Premi a la millor pel·lícula llatinoamericana, al Sundance Film Festival, per O Invasor (2001).
- Kikito de Ouro al millor director, al Festival de Gramado, per Os Matadores (1997).
- Premi al millor director, al Festival de Brasilia, per O Invasor (2001).
- Trofeu Passista al millor director, al Festival de Recife, per Ação entre Amigos (1998).
- Crystal Lens Trophy al millor director, al Miami Brazilian Film Festival, per Os Matadores (1997) i Ação entre Amigos (1998).
- Premi al millor curtmetratge, al Festival Internacional del Nou Cinema Llatinoamericà de l'Havana, per Jó (1993).